# Rugby, Warwickshire
Rugby este un oraș și un district ne-metropolitan situat în Regatul Unit, în comitatul Warwickshire, în regiunea West Midlands, Anglia.
Districtul are o populație de 90.200 locuitori, dintre care 61.988 locuiesc în orașul propriu zis Rugby. Rugby este considerat a fi locul de naștere al jocului de rugby, William Webb Ellis, un elev de la colegiul din localitate fiind considerat inventatorul jocului.

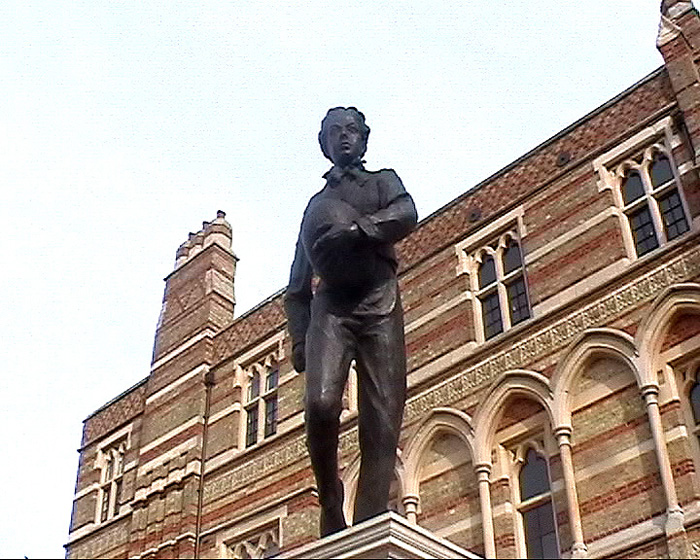
Statuia lui William Webb Ellis

## Orașe din cadrul districtului
- Battle
- Bexhill-on-Sea
- Rye
- Winchelsea